# Экономика Гренады
Основу экономики Гренады составляют туризм, сфера обслуживания, торговля и сельское хозяйство.

## Историческая справка

### Состояние экономики в колониальный период
Остров был открыт в 1498 году, во время третьей экспедиции Х. Колумба в Америку. Первые европейские колонии-поселения на побережье острова были основаны в начале XVII века.
В XVII в. на Гренаду начали ввозить негров-рабов из Африки для работы на плантациях сахарного тростника и индиго
Значительное влияние на экономику острова оказала отмена в 1834-1838 гг. рабства в британских колониях
После отмены в 1846 году правительством Великобритании протекционистских пошлин на тростниковый сахар на британском рынке и возрастающей конкуренции со стороны свекловичного сахара на плантациях острова происходит замена сахарного тростника на какао и мускатный орех. В дальнейшем, в период с 1846 по 1881 год экспорт муската вырос с 0 фунтов до 100 тыс. торговых фунтов
Мировой экономический кризис 1929-1933 гг. нанёс тяжёлый удар по экономике острова и вызвал обнищание значительной части населения
В сентябре 1955 года значительные разрушения инфраструктуре острова причинил ураган «Джанет».
После того, как 31 мая 1962 года Федерация Вест-Индии прекратила своё существование, 1 июля 1968 года Гренада вошла в состав Карибской Ассоциации свободной торговли (CARIFTA, Caribbean Free Trade Association), которая в апреле 1974 года была преобразована в Карибское сообщество.

### Состояние экономики в 1973—1978
В 1970-е годы основными отраслями экономики острова являлись производство и экспорт мускатного ореха (третье место в мире, 1,6 — 2 тыс. тонн в год — свыше 35 % экспорта в денежном измерении), сосредоточенное в руках компании «Grenada nutmeg association»; производство и экспорт какао (около 3 тыс. тонн в год, около 30 % экспорта), которым занималась компания «Grenada cocoa association»; а также производство и экспорт бананов (около 14,3 тыс. тонн в год, около 23 % экспорта), которым занималась компания «Grenada banana cooperative society».
В 1974 году сельское хозяйство обеспечивало 95% экспорта и являлось основой экономики Гренады, в промышленности было занято 8% населения, ещё одним дополнительным источником дохода являлся туризм.
В 1977 году ВВП Гренады составлял 111 млн восточнокарибских долларов (1 доллар США = 2,7 восточнокарибских доллара); на долю сферы услуг, торговли и туризма приходилось 37,6 % ВВП, сельского хозяйства — 33,1 % ВВП, промышленности — 13,4 % ВВП.

### Состояние экономики в 1979—1983
После победы революции в марте 1979 года правительство М. Бишопа начало проводить экономическую политику, направленную на уменьшение зависимости национальной экономики от США расширение экономического сотрудничества со странами Латинской Америки и Европы.
- в декабре 1979 года было подписано соглашение о сотрудничестве в области энергетики, туризма и образования с Венесуэлой[3];
- в июне 1980 года на острове начала работу миссия по техническому и научному сотрудничеству с Кубой, а в сентябре 1980 года Гренаду впервые посетила кубинская делегация[3] (в дальнейшем, Куба оказала помощь в развитии сельского хозяйства Гренады)[4].; также, в течение 1980 года арабские страны предоставили Гренаде займы на общую сумму 17 млн долларов США[5]
- в июне 1981 года было заключено соглашение с Канадой о предоставлении Гренаде займа в размере 8,8 млн долларов на экономическое развитие[6]
- в сентябре 1981 года было подписано торговое соглашение с ГДР[6]
- в августе 1982 года было подписано торгово-экономическое соглашение с СССР[7]

США начали «экономическую войну» против правительства М. Бишопа, в ходе которой отказали в предоставлении кредитов и займов стране, пошли на сокращение товарооборота, а также блокировали попытки Гренады получить займы в Европе и в международных кредитно-финансовых организациях.
- в частности, уже к концу августа 1982 года было прекращено предоставление помощи по программе «Caribbean Basin Initiative»[9]

Тем не менее, за 1979—1982 годы в сельском хозяйстве удалось увеличить объёмы производства на 20 % (несмотря на снижение мировых цен на мускатный орех, какао и бананы), в строительстве — на 14,5 %. Безработица уменьшилась вдвое.
- в 1979 году сбор мускатного ореха составил 2 тыс. т, бананов — 21 тыс. т, цитрусовых — 9 тыс. т, сахарного тростника — 15 тыс. т, кокосовых орехов — 17 тыс. т[5], страну посетили 200 тыс. туристов[6].
- в 1980 году сбор мускатного ореха составил 2 тыс. т, бананов — 22 тыс. т, цитрусовых — 9 тыс. т, сахарного тростника — 15 тыс. т, какао — 3 тыс. т, кокосовых орехов — 17 тыс. т, кукурузы — 1 тыс. т[6]
- в 1982 году сбор мускатного ореха составил 2,8 тыс. т, бананов — 16 тыс. т, цитрусовых — 6 тыс. т, иных фруктов — 3 тыс. т, сахарного тростника — 8,6 тыс. т, какао — 2,3 тыс. т, кокосовых орехов — 17 тыс. т, бобовых — 1 тыс. т, овощей — 2 тыс. т. Остров посетили 87,2 тыс. туристов[10]. Рост ВНП в 1982 году составил 5,5 %[11].
- прирост ВВП Гренады в период с 1 января до 25 октября 1983 года составил 7,3 %[10]

В 1980 году правительством были установлены твёрдые цены на топливо и продовольствие, проведена земельная реформа — созданы земельные кооперативы, которым передали земли сельскохозяйственного назначения, находившиеся в собственности государства (1/3 от общей площади земель сельскохозяйственного назначения).
В феврале 1982 года правительство Гренады национализировало американскую компанию «Continental telephone» и выкупило 49 % акций компании «Grenada electricity service» у американской корпорации «Коммонуэлс девелопмент».
В феврале 1983 года правительство Гренады национализировало филиал канадского банка «Royal Bank of Canada», который был преобразован в Торговый банк Гренады (это был второй иностранный банк, национализированный правительством Гренады).
В начале октября 1983 года правительство Гренады учредило Восточно-Карибский центральный банк
Тем не менее, национализация носила ограниченный характер, и частный сектор составлял 60 % экономики. В период после 1979 года получило значительное развитие рыболовство.
В целом, в 1979—1983 правительству Гренады удалось создать бесплатную систему общественного здравоохранения, обеспечить потребности населения в основных продуктах питания, уменьшить количество неграмотных с 35 % до 5 %, снизить уровень безработицы в стране с 50 % до 14 %.

### Состояние экономики в 1984 — 2000-е
Экономика Гренады существенно пострадала от боевых действий в октябре 1983 года. После завершения операции, 29 октября 1983 года США отменили все экономические санкции, введённые против Гренады, и предоставили правительству 110 млн долларов в качестве «компенсации за ущерб, нанесённый в ходе действий американской армии».
- 26 января 1984 года представители правительства США объявили о возобновлении морских круизов на Гренаду (Cunard vacation cruises) и призвали население посетить остров[16].

Новое правительство Гренады провело денационализацию, с целью уменьшения государственных расходов была ликвидирована система бесплатного медицинского здравоохранения. Тем не менее, в 1984—1985 годы экономическая ситуация осложнилась в связи с сокращением спроса на мускатный орех — в результате, уровень безработицы увеличился до 15 % от общей численности трудоспособного населения, а премьер-министр Гренады был вынужден обратиться к США с просьбой предоставить заём «на восстановление экономики» в размере 200 млн долларов.
В середине 1985 года Г. Блэйз выступил с заявлением, что внешний долг Гренады составляет 170 млн долларов США и правительство Гренады не в состоянии расплатиться с кредиторами
В 1987 году США предоставили Гренаде ещё один заём в размере 81 млн долларов.
Новое правительство Гренады, созданное при поддержке США, объявило о разрыве торгово-экономических соглашений с Кубой, кроме того, был установлен запрет на трудоустройство гренадцев, получивших образование на Кубе. Как сообщил в январе 1987 года в интервью врач Терри Мэришоу, получивший образование на Кубе, несмотря на наличие 7 лет врачебной практики, за этот период он не смог получить от правительства Гренады разрешения на работу в качестве врача (несмотря на то, что в этот период в стране насчитывалось 42 врача и медицинских работника) и был вынужден вернуться на Кубу в январе 1987 года.
По состоянию на октябрь 1988 года, на острове при содействии США были созданы 4 небольших сборочных предприятия, на которых работали менее 200 человек. При этом, уровень безработицы по официальным данным правительства Гренады составлял не менее 20 % населения, а эксперты называли даже более высокие цифры.
По состоянию на 1990 год, валовой внутренний продукт страны составлял 200 млн долларов США (в пересчёте на душу населения — 2209 долларов на человека).
В 1991 году объём внешней задолженности Гренады составлял 100 млн долларов.
В конце 1994 года на остров были завезены насекомые-вредители сельскохозяйственных культур, которые практически уничтожили урожай 1995 года и были побеждены только к началу 1996 года
После того, как в 1996 году правительство Гренады приняло несколько нормативно-правовых документов, регулирующих офшорную банковскую деятельность (The Offshore Banking Act, The Companies Act и др.), в 1997 году началось предоставление офшорных финансовых услуг. По состоянию на конец 2001 года, на Гренаде были открыты 44 офшорных банка и 11 трастовых компаний; этот сектор экономики обеспечивал 1,2 % валового внутреннего продукта страны (налоговые поступления в бюджет составили 7,4 млн долларов), в нём были трудоустроены 300 человек.
По состоянию на 2000 год, валовой внутренний продукт страны составлял 307 млн долларов США (в пересчёте на душу населения — 3295 долларов на человека), внешний долг страны составлял 200 млн долларов, безработными являлись 10 % экономически активного населения.
В октябре 2000 года Гренада подписала с США соглашение о торгово-экономическом сотрудничестве (The Caribbean Basin Trade Partnership Act, CBTPA).
По состоянию на 2003 год, валовой внутренний продукт страны составлял 340 млн долларов США (в пересчёте на душу населения — 4262 доллара на человека), уровень безработицы составлял 17 % трудоспособного населения.

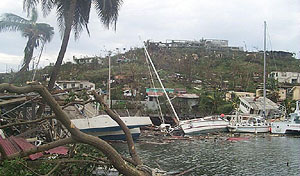
Последствия урагана «Иван» на Гренаде (2004)

В дальнейшем, экономика страны существенно пострадала в результате разрушений, причинённых прохождением ураганов «Иван» (сентябрь 2004 года) и «Эмили» (июль 2005 года), в результате которых были разрушены 95 % зданий в столице, 85 % гостиничного фонда и уничтожено до 60 % урожая экспортных культур.
Объём внешней задолженности в 2004 году составлял 347 млн долларов (35,33 % ВВП).

## Современное состояние
В период с 1990 по 2000 годы темпы прироста национальной экономики составили в среднем 1,9 % в год, а в период с 2001 по 2006 год — 4,5 %. В период с 1996 по 2005 годы увеличилось значение сферы услуг (с 70 % до 76,5 % ВВП), и снизилась (с 11 % до 5,4 % ВВП) роль сельского хозяйства.
По состоянию на 2006 год, валовой внутренний продукт страны составлял 440 млн долларов США (в пересчёте на душу населения — 3900 долларов на человека).

### Сельское хозяйство
Общая площадь сельскохозяйственных угодий составляет около 17 тыс. гектаров (до 50 % территории острова). В сельском хозяйстве занято 24 % рабочей силы, оно даёт 5,4 % ВВП. В структуре сельского хозяйства 82 % объёма производства продукции приходится на растениеводство, 12,5 % — на рыболовство и 3,5 % — на животноводство. Главной товарной культурой Гренады является мускатный орех, по экспорту которого она стоит на втором месте в мире; также на экспорт выращивают бананы и какао-бобы, хлопчатник, манго, авокадо, а также пряности (кардамон, анис, фенхель, гвоздичное дерево, ваниль). Для внутреннего потребления культивируют цитрусовые (грейпфрут и апельсины), кукурузу, овощи, сахарный тростник и др.
Традиционно развито рыболовство. Животноводство не получило значительного развития, местное производство не удовлетворяет потребностей населения.

### Промышленность
Промышленность развита слабо, хотя она даёт 18 % ВВП и здесь занято 14 % рабочей силы. В основном, промышленность представлена предприятиями пищевой и лёгкой промышленности: здесь имеется несколько предприятий по переработке сельскохозяйственного сырья (в частности, по производству рома), пивоваренный завод, швейная фабрика и мастерские по производству одежды; мебельная фабрика; цех по сборке электрооборудования.

### Энергетика
- установленная мощность электростанций: 17,7 тыс. кВт (1977)[3]
- производство электроэнергии: 18,3 млн кВт*ч (1971)[31]; 28 млн кВт*ч (1976)[2]; 171 млн кВт*ч (2004)[30].

### Сфера услуг и торговля
В сфере услуг и торговле (которые обеспечивают 76,6 % ВВП страны) занято 62 % трудоспособного населения.

### Транспорт
- 3 аэропорта, в том числе 1 международный.
- паромное сообщение: с островами Карриаку, Малый Мартиник и Сент-Винсент.

Автодороги
- общая протяжённость: 906 км (1971)[31]; 923 км (1976)[2]; 923 км (1988)[32]; 1127 км (2004)
  - в том числе, с твёрдым покрытием: 469 км (1971)[31]; 746 (1976)[2]; 746 км (1988)[32]; 687 км (2004)
- количество автомашин: 6,3 тыс. (1975)[3]; 8,2 тыс. (1983)[33]; 9,5 тыс. (1984)[1]

### Внешняя торговля
- Экспорт: 40 млн долларов
- Статьи экспорта: мускатный орех, какао, бананы, фрукты, одежда
- Импорт: 276 млн долларов
- Статьи импорта: машины, химикаты, топливо, древесина и пиломатериалы, продовольствие